# Ваги, Рикардо
Рикардо Альфредо Ваги (исп. Ricardo Alfredo Vaghi; род. 5 декабря 1916, Буэнос-Айрес) — аргентинский футболист, центральный защитник. Один из самых титулованных игроков в истории клуба «Ривер Плейт» — 16 титулов.

## Карьера
Рикардо Ваги родился и вырос недалеко от парка Сентенарио. Он начал карьеру в молодёжном составе клуба «Бока Хуниорс», однако там на поле почти не выходил. В возрасте 15 лет Рикардо перешёл в «Альмагро». Оттуда в 1933 году ушёл в клуб «Ривер Плейт», где два сезона играл в молодёжном составе. В основном составе Рикардо дебютировал 4 августа в матче с «Платенсе» (0:2). На следующий год защитник выиграл с командой чемпионат Аргентины и Кубок Альдао. Это же достижение он повторил и в 1937 году, прибавив завоевание Кубка Карлоса Ибаргурена. С начала 1940-х в «Ривер Плейте» собралась команда, которую назвали «Ла Макина» (исп. Машина), которая считается одной из лучших команд в истории аргентинского футбола. С ней Ваги, будучи игроком основного состава, выиграл ещё 4 чемпионата страны, три Кубка Альдао, два Кубка Карлоса Ибаргурена и Кубок Адриана Эскобара. 27 ноября 1949 года на 51 минуте матча с «Феррокарриль Оэсте» (1:0) Рикардо получил травму мениска, из-за чего был вынужден завершить карьеру. Ваги провел в составе «Ривера» 15 сезон, сыграв в 324 матчах. В 1950 году его удалили из клуба, по словам самого футболиста, за то, что тот «недисциплинированный игрок». В следующем году, уже завершив карьеру, Ваги судился с клубом, требуя дополнительную годичную заработную плату за разрыв трудового договора, но проиграл.

## Статистика
| Сезон | Клуб        | Лига    | Чемпионат | Чемпионат |
| Сезон | Клуб        | Лига    | Игры      | Голы      |
| ----- | ----------- | ------- | --------- | --------- |
| 1935  | Ривер Плейт | Примера | 8         | 0         |
| 1936  | Ривер Плейт | Примера | 2         | 0         |
| 1937  | Ривер Плейт | Примера | 1         | 0         |
| 1938  | Ривер Плейт | Примера | 29        | 0         |
| 1939  | Ривер Плейт | Примера | 11        | 0         |
| 1940  | Ривер Плейт | Примера | 23        | 0         |
| 1941  | Ривер Плейт | Примера | 29        | 0         |
| 1942  | Ривер Плейт | Примера | 30        | 0         |
| 1943  | Ривер Плейт | Примера | 22        | 0         |
| 1944  | Ривер Плейт | Примера | 27        | 0         |
| 1945  | Ривер Плейт | Примера | 30        | 0         |
| 1946  | Ривер Плейт | Примера | 28        | 0         |
| 1947  | Ривер Плейт | Примера | 30        | 0         |
| 1948  | Ривер Плейт | Примера | 23        | 0         |
| 1949  | Ривер Плейт | Примера | 31        | 0         |

## Достижения
- Чемпион Аргентины: 1936, 1937, 1941, 1942, 1945, 1947
- Обладатель Кубка Альдао: 1936, 1937, 1941, 1945, 1947
- Обладатель Кубка Карлоса Ибаргурена: 1937, 1941, 1942
- Обладатель Кубка Адриана Эскобара: 1941